# 女性は花だね
「女性は花だね」（じょせいははなだね、朝鮮語: 녀성은 꽃이라네）は、1993年に公開された朝鮮民主主義人民共和国の歌曲で、キム・ソンナムが作詞し、リ・ジョンオが作曲した。普天堡電子楽団の歌手であるリ・ブンヒが歌ったことが分かった。

## 概要
この曲は、国において女性が男性を助ける補助者として例えられ、女性の役割が生活において非常に重要であることを強調してしている。一部の歌詞には政治的な内容も含まれている。朝鮮の声放送では、「女性は花」の曲名で紹介される。